# Mad Maestro
Pour les articles homonymes, voir Maestro (homonymie).
Mad Maestro est un jeu vidéo de chef d'orchestre sorti le 29 mars 2003 sur PlayStation 2. Il a été développé par le studio Desert Productions et édité par Fresh, une société de jeux vidéo appartenant à Eidos Interactive.

## Histoire
Le scénario est relativement simple : l'opéra de la ville doit fermer ses portes sous peu et le seul moyen de le sauver serait d'organiser un grand concert. Le joueur incarne Tackt, le jeune chef d'orchestre de l'opéra qui recherche dans la ville des personnes désireuses d'intégrer son orchestre afin de produire ce fameux concert.

## Système de jeu
Le principe du jeu en lui-même est similaire à celui de PaRappa the Rapper ou Dance Summit 2001: Bust a Groove : le joueur doit répéter à l'aide de la manette ce qui apparaît à l'écran. Au centre de l'écran, 4 cercles (disposés selon les points cardinaux) sont décrits par un indicateur qui suit le tempo de la musique : lorsque l'indicateur à l'écran passe sur un cercle, le joueur doit diriger le manche analogique de la manette ou la baguette de chef dans la direction indiquée par le cercle sélectionné, tout en s'efforçant de respecter du mieux qu'il peut le rythme de la musique. Une jauge à gauche de l'écran indique le volume de son généré par l'orchestre, il suffit de moduler la pression sur les boutons pour faire varier la façon de jouer des musiciens.
Lorsque le joueur cesse d'appuyer sur les boutons, les musiciens s'arrêtent de jouer. Le comportement des joueurs et du décor varie en fonction de l'aptitude du chef d'orchestre à diriger l'ensemble.
Contrairement au jeu PaRappa, les enchaînements de touches ne sont pas totalement imposés et chacun peut ainsi créer sa propre composition. Il suffit de respecter le tempo indiqué en bas de l'écran.
La représentation à l'opéra constitue le 11e et dernier niveau du jeu dans la ville où le joueur peut recruter ses musiciens. Ceux-ci ne sont d'ailleurs pas des musiciens de métier ; on rencontre ainsi un lion ou des extraterrestres.
Le jeu comporte des musiques à débloquer sur lesquelles on peut jouer librement et 10 mini-jeux. En plus de comporter une gamme de difficultés très variée, le jeu propose un mode pour enfants qui est simplifié. Les plus jeunes constituent d'ailleurs une cible de choix par les développeurs de Mad Maestro qui désiraient initier ceux-ci à l'apprentissage de la musique classique et son univers (la direction d'un orchestre est à la fois le centre et l'apothéose)

## Musiques
La bande son comporte de grands morceaux de classique de Brahms, Beethoven, Mozart, Bach, Strauss et d'autres pour un total de 35 chefs-d'œuvre, remixés à la sauce du rock électronique pour les besoins de la dynamique du jeu.